# Ortonia ferox
Genre
Espèce
Ortonia ferox, unique représentant du genre Ortonia, est une espèce d'opilions laniatores de la famille des Stygnidae.

## Distribution
Cette espèce est endémique de la province de Napo en Équateur.

## Étymologie
Ce genre est nommé en l'honneur de James Orton.

## Publication originale
- Wood, 1869 : « On the Phalangia and Pedipalpi collected by Professor Orton in Western South America, with description of new African species. » Transactions of the American Philosophical Society, vol. 13, p. 435-442 (texte intégral).